# Diaphoreolis flavovulta
Diaphoreolis flavovulta is een slakkensoort uit de familie van de Cuthonidae. De wetenschappelijke naam van de soort werd in 1966, als Cratena flavovulta, voor het eerst geldig gepubliceerd door MacFarland.

## Verspreiding
Deze soort werd beschreven vanuit het binnenland van de baai van Monterey, Californië. Gerapporteerd waargenomen langs de oostelijke Pacifische kust van de Verenigde Staten van Kayostia Beach in Washington tot Hazard Canyon in Californië.